# Plassoderinus namibensis
Plassoderinus namibensis es una especie de coleóptero de la familia Attelabidae.

## Distribución geográfica
Habita en Namibia.